# 維新百年記念公園
維新百年記念公園（いしんひゃくねんきねんこうえん）は、山口県山口市維新公園四丁目にある都市公園（広域公園）。施設は山口県が所有し、一般財団法人山口県施設管理財団が指定管理者として運営管理を行っている。

## 沿革
- 1963年（昭和38年）10月 - 第18回国民体育大会の主会場として山口市吉敷（現在の山口市維新公園四丁目）に県営陸上競技場が整備される。
- 1967年（昭和42年）6月 - 建設省（当時）が全国10カ所を「明治百年記念森林公園」に指定。そのうちの一つが県営陸上競技場周辺に指定され、維新百年記念公園として整備が始まる。このとき陸上競技場は「維新百年記念公園陸上競技場」となった。
- 1973年（昭和48年）11月 - 維新百年記念公園が開園。
- 1981年（昭和56年）7月 - 「山口県児童センター」がオープン。
- 1984年（昭和59年）5月 - 「山口県スポーツ文化センター」がオープン。
- 1988年（昭和63年）
  - 3月 - 「ラグビー・サッカー場」がオープン。
  - 7月 - テニス場を全天候型コートに改良（16面）。
- 1991年（平成3年）3月 - 「山口弓道場」がオープン。
- 1994年（平成6年）8月 - 「野外音楽堂（ビッグシェル）」がオープン。
- 1995年（平成7年）5月 - 青空天国いこいの広場の開催場所が現在地になる。

## 施設

### 陸上競技場

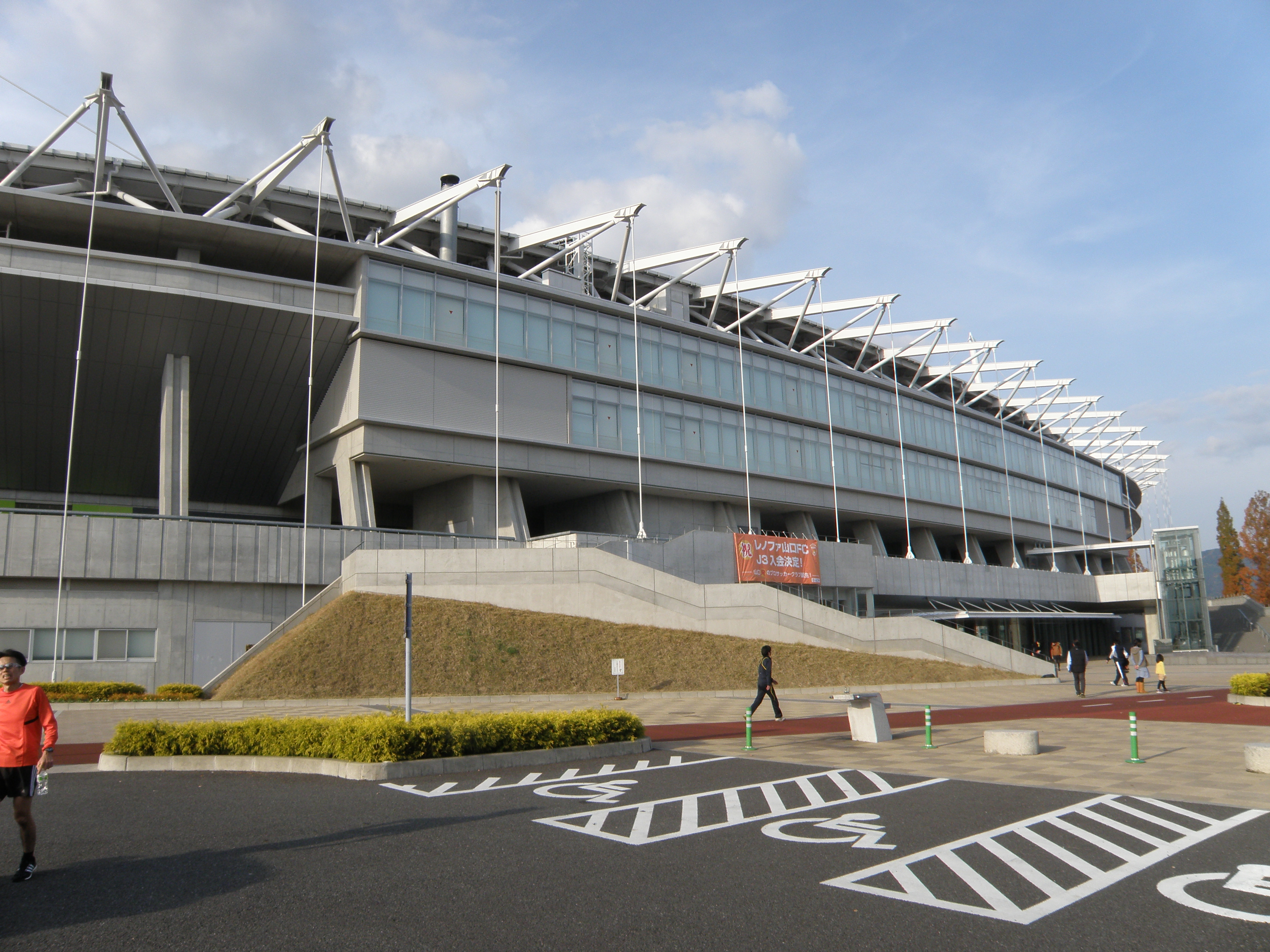
維新百年記念公園陸上競技場外観（メインスタンド側）

1963年（昭和38年）5月に、同年10月開催の第18回国民体育大会の主会場「山口県営陸上競技場」として建設された、維新百年記念公園内で最も古くからある施設。2011年（平成23年）に山口県で開催された第66回国民体育大会（おいでませ!山口国体）、第11回全国障害者スポーツ大会（おいでませ!山口大会）の主会場となった際に全面改築された。福岡県久留米市に本社を置く建築資材販売会社の｢みらいふ｣が命名権を取得しており、2018年1月から「維新みらいふスタジアム」（略称｢みらスタ｣）の呼称を用いている。
Jリーグ・レノファ山口FCのホームスタジアム。

### 補助競技場
補助競技場はこれまで本競技場の北隣に設置されていた（多目的に使用するため、クレートラック+土のフィールドだった）が、本競技場が（補助競技場の設置が義務づけられる）日本陸上競技連盟第1種の公認を受けるにあたって、公園東側の球技場を改築し、全天候型トラック+天然芝フィールドを備えた補助競技場が新設され、2007年6月から供用開始された。本競技場改築中は代替施設として利用されていたほか、田島直人記念陸上競技大会は、下関市営下関陸上競技場で開催されるなど、一部大会は他の競技場で開催された。なお、従来の補助競技場は多目的広場「ちょるる広場」として再整備が行われている。
- 日本陸上競技連盟第3種公認競技場
- トラック：400m×8レーン
- 面積：21,000m2
- 観客席：840席

### ラグビー・サッカー場
全面天然芝のフィールドにベンチシートのメインスタンドと芝生席のバックスタンド。サイドスタンドは設けられていない。
レノファ山口FCが中国サッカーリーグ所属時は、こちらでホームゲームを行うこともあった。
- フィールド：39,471m2（洋芝、107m×72m）[2]
- 収容人員：約3,200人[2]

### 球技場
全面土のグラウンド。観客席なし。サッカー、ソフトボール、軟式野球、ゲートボールなどに利用されるほか、レノファ山口FCがホームゲームを開催するときは有料駐車場として使用される。
- フィールド：23,000m2（土）[3]

### スポーツ文化センター
アリーナ、レクチャールームおよび武道館から構成されている。山口県熊毛郡田布施町に本社を置き、流体機器の総合メーカー等を傘下に置く大晃ホールディングスが命名権を取得し、2019年4月から「維新大晃アリーナ」（いしんたいこうアリーナ）の名称を用いている。
- アリーナ（メインアリーナ）：37×62m（バレーボールコート4面相当）、約1,500人収容（可動椅子除く）
  - 年1回程度、Vリーグの公式戦などが開催される。
- レクチャールーム（サブアリーナ）：31×37m（バレーボールコート2面相当）
- 武道館：29.12×29.12m（柔道または剣道4面相当）

### 野外音楽堂「ビッグシェル」
各種音楽・演劇に対応可能な設備が整っている。園内5箇所に設置している大型ボードにコンサート案内や位置図を掲載しているほか、コンサート開催時には、臨時の案内板を設置するなどの対応をしている。
- 観客席：1,667席（芝生席除く）

## アクセス
- 鉄道
  - 山口線（JR西日本）矢原駅から徒歩1km（約10分）[5]
- バス
  - 新山口駅から防長交通バスで「競技場前」「維新公園前」「児童センター前」「中村」で下車[5]
- 自動車
  - 中国自動車道・小郡ICより国道9号を山口方面へ約4km[5]
  - JR新山口駅から12km（約20分）[5]
  - JR山口線・湯田温泉駅から3km（約6分）[5]

### 注記
1. ↑  公園名がそのまま住所になっているが、これは2008年（平成20年）11月1日に住居表示が導入されたことによるもの。吉敷地区・大歳地区のそれぞれ一部地域（維新公園の周辺地域）が「維新公園」となった。